# Liolaemus montanezi
Liolaemus montanezi este o specie de șopârle din genul Liolaemus, familia Tropiduridae, descrisă de Cabrera și Monguillot în anul 2006. Conform Catalogue of Life specia Liolaemus montanezi nu are subspecii cunoscute.